# Ernő Kolczonay
Ernő Kolczonay (Budapest, 15 de mayo de 1953-Budapest, 4 de octubre de 2009) fue un deportista húngaro que compitió en esgrima, especialista en la modalidad de espada.
Participó en tres Juegos Olímpicos de Verano, obteniendo en total dos medallas de plata, en Moscú 1980, en la prueba individual, y en Barcelona 1992, en el torneo por equipos (junto con Iván Kovács, Krisztián Kulcsár, Ferenc Hegedűs y Gábor Totola), además de obterenr el sexto lugar en Seúl 1988, por equipos.
Ganó cinco medallas en el Campeonato Mundial de Esgrima entre los años 1978 y 1982, y una medalla de plata en el Campeonato Europeo de Esgrima de 1982.

## Palmarés internacional
| Juegos Olímpicos   | Juegos Olímpicos           | Juegos Olímpicos  | Juegos Olímpicos   |
| Año                | Lugar                      | Medalla           | Prueba             |
| ------------------ | -------------------------- | ----------------- | ------------------ |
| 1980               | Moscú (URSS)               | Medalla de plata  | Espada individual  |
| 1992               | Barcelona (España)         | Medalla de plata  | Espada por equipos |
| Campeonato Mundial |                            |                   |                    |
| Año                | Lugar                      | Medalla           | Prueba             |
| 1978               | Hamburgo (RFA)             | Medalla de oro    | Espada por equipos |
| 1979               | Melbourne (Australia)      | Medalla de plata  | Espada individual  |
| 1981               | Clermont-Ferrand (Francia) | Medalla de bronce | Espada por equipos |
| 1982               | Roma (Italia)              | Medalla de bronce | Espada individual  |
| 1982               | Roma (Italia)              | Medalla de bronce | Espada por equipos |
| Campeonato Europeo |                            |                   |                    |
| Año                | Lugar                      | Medalla           | Prueba             |
| 1982               | Mödling (Austria)          | Medalla de plata  | Espada individual  |